# Rufin (maître des soldats)
Ne doit pas être confondu avec Rufin (commandant de cavalerie).
Rufin (en latin : Rufinus) est un officier byzantin qui sert sous l'empereur Justinien (527-565). Fils de Zanna et petit-fils de Pharesmane, Rufin est d'origine Laze. Avec son frère Léonce, et éventuellement en tant que maître des soldats (magister militum vacans), Rufin fait partie des archontes envoyés dans la préfecture du prétoire d'Afrique en 539 pour servir le général Solomon. En 540, avec son frère Léonce, il participe à la bataille de Tumar, dans les Aurès, où les Berbères dirigés par Iaudas sont vaincus.
Il pourrait être identifié avec le duc de Tripolitaine Rufin qui a envoyé un message à Jean Troglita à Carthage, peut-être au printemps/été de 547, déclarant que les Berbères de Tripolitaine sont en train de se révolter, maintenant sous le chef Carcasan.